# Гутин Томнатек
Гутин Томнатек (укр. Ґутин Томнатик) — гора в Украинских Карпатах, пятая по высоте на территории Украины, вершина западного отрога Черногорского хребта.

## Расположение
Расположена в Раховском районе Закарпатской области, в пределах Карпатского биосферного заповедника (Черногорский заповедный массив). На северо-восточном склоне между горой Гутин Томнатек и Бребенескуль в ледниковой каре на высоте 1801 метров над уровнем моря расположено озеро Бребенескуль. К югу от вершины расположено урочище Полонина Бребенеска, на север — гора Ребра, на восток — Бребенескуль.
Значительное влияние на рельеф горы произвёл ледник. На горе растёт субальпийская и альпийская растительность с большим количеством редких и реликтовых видов.
Ближайшие населенные пункты: с. Говерла (Закарпатская область) и с. Быстрец (Ивано-Франковская область).

## Климат
Средняя годовая температура на горе Томнатек составляет 7,4 °C. Норма осадков 689 мм в год.